# Gian Domenico Romagnosi
Gian Domenico Romagnosi (ur. 1761, zm. 1835) – włoski polityk, filozof, prawnik, ekonomista i fizyk. Był ideologiem włoskiego nurtu demokratycznego risorgimento.

## Życiorys
Pełnił funkcję profesora na uniwersytetach w Padwie i Mediolanie. Uznawany jest za autora jednego z pierwszych podręczników do prawa administracyjnego.
Romagnosi był fizykiem amatorem. W wolnym czasie przeprowadzał doświadczenia fizyczne wykorzystując do tego Ogniwo Volty.

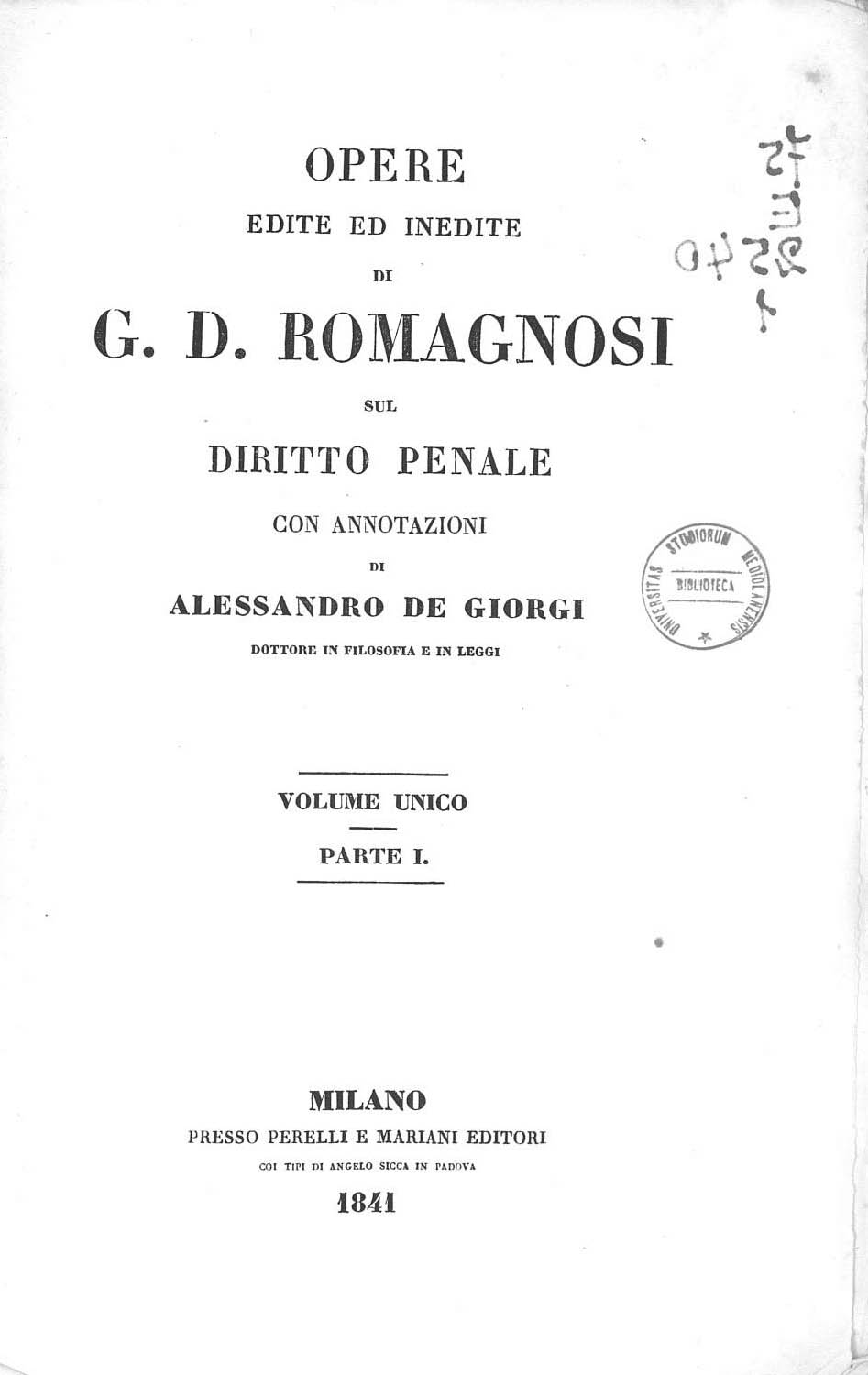
Opere, I, 1841